# Municipalità di Alūksne
La municipalità di Alūksne (in lettone Alūksne novads) è una delle trentasei municipalità della Lettonia. È situata nel nordest del Paese e confina con l'Oblast' di Pskov in Russia ad est e con la contea di Võrumaa in Estonia a nord. Il capoluogo è la città di Alūksne.
I confini della nuova municipalità, ridefiniti nel 2021, corrispondono a quelli del vecchio distretto di Alūksne abolito nel 2009, ad eccezione della città di Ape e i circostanti villaggi di Gaujiena, Trapene e Virešu confluiti nella municipalità di Smiltene. Il 46,3% della popolazione della municipalità vive nel capoluogo Alūksne.

## Suddivisione
La municipalità comprende la città di Alūksne e 15 parrocchie:
- Alsviķi
- Anna
- Ilzene
- Jaunalūksne
- Jaunanna
- Jaunlaicene
- Kalncempji
- Liepna
- Maliena
- Mālupe
- Mārkalne
- Pededze
- Veclaiceneh
- Zeltiņi
- Ziemeri